# Palaeopleurosaurus posidoniae
Il paleopleurosauro (Palaeopleurosaurus posidoniae) è un rettile acquatico estinto, appartenente agli sfenodonti. Visse nel Giurassico inferiore (Toarciano, circa 183 milioni di anni fa) e i suoi resti fossili sono stati ritrovati in Germania.

## Descrizione
Lungo circa 40 - 50 centimetri, questo animale possedeva un corpo allungato ed era piuttosto diverso dagli altri sfenodonti "tipici" del Giurassico e del Triassico, e anche dall'odierno tuatara (l'ultimo sfenodonte sopravvissuto). Il cranio era tipicamente da sfenodonte, con un muso relativamente corto e dotato di un "uncino" nella parte anteriore della premascella. Il corpo allungato era dotato invece di costole e gastralia molto robuste, che hanno sviluppato una condizione di pachiostosi tipica di molti rettili e mammiferi acquatici. Le zampe di Palaeopleurosaurus erano corte, ma sia queste che il corpo non avevano ancora raggiunto il grado di specializzazione osservato in altri sfenodonti acquatici successivi, come Pleurosaurus del Giurassico superiore. 

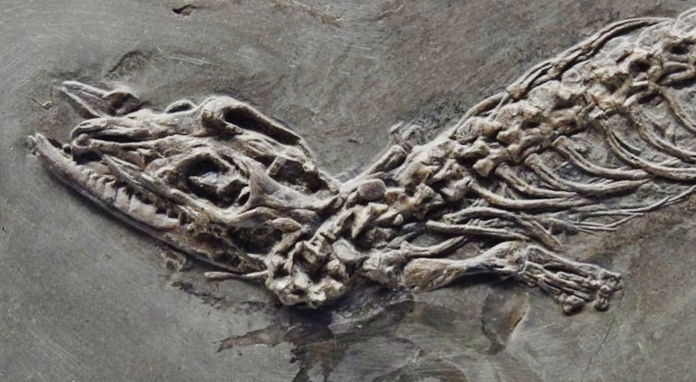
Parte anteriore dello scheletro di Palaeopleurosaurus posidoniae

## Classificazione
Descritto per la prima volta nel 1985 da Robert L. Carroll, Palaeopleurosaurus è noto per fossili ritrovati nel giacimento di Holzmaden in Germania. La forma allungata del corpo, unitamente alle ridotte dimensioni degli arti, sembrerebbe indicare una parentela con forme successive più specializzate, appartenenti al genere Pleurosaurus; Palaeopleurosaurus, quindi, è considerato una forma intermedia tra gli arcaici sfenodonti triassici e i pleurosauri specializzati di fine Giurassico. È anche possibile che Palaeopleurosaurus fosse uno sfenodonte acquatico che sviluppò indipendentemente dalle forme successive le caratteristiche adatte a vivere in un ambiente acquatico. Un'altra forma di sfenodonte acquatico è Ankylosphenodon.

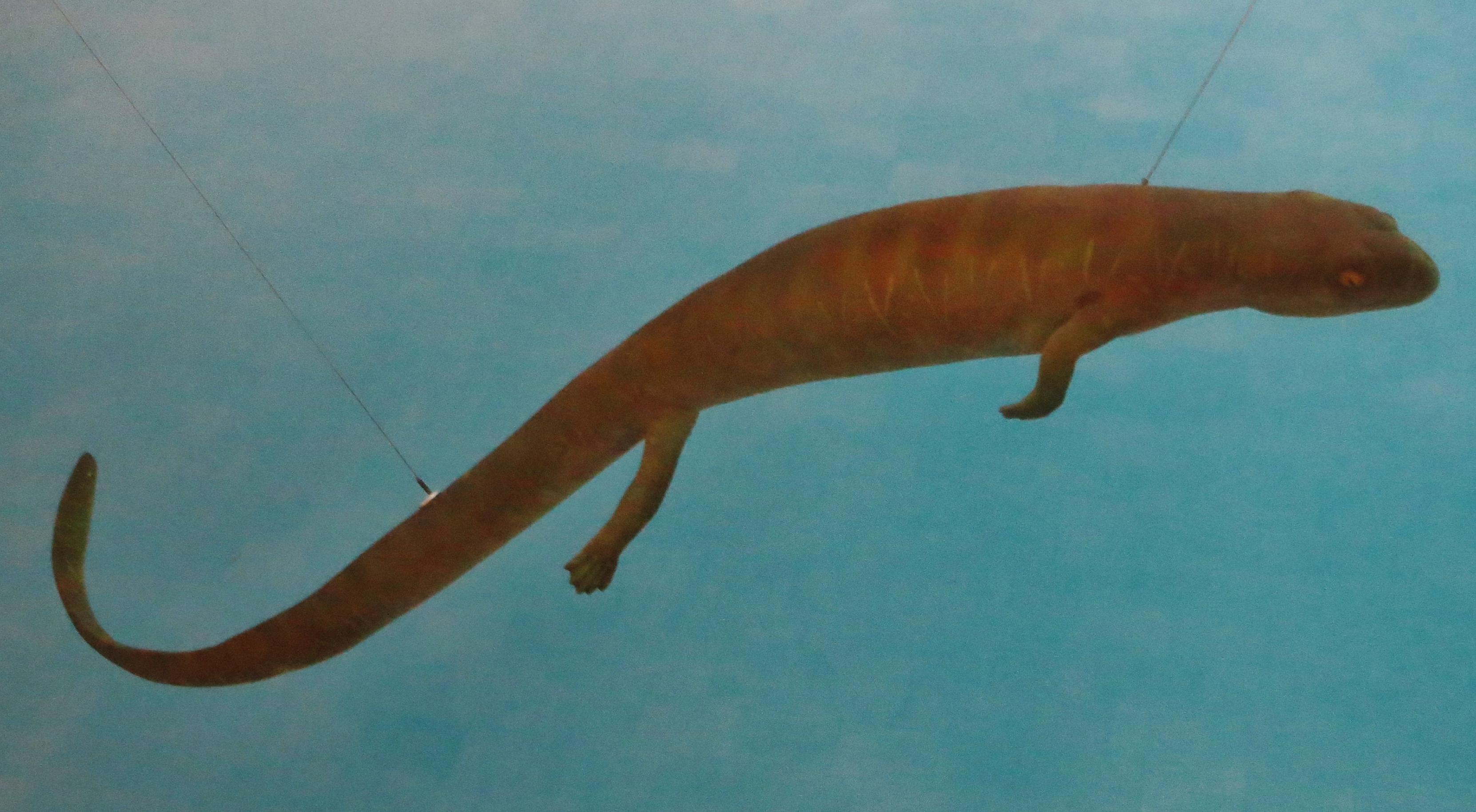
Modello di Palaeopleurosaurus posidoniae

## Paleobiologia
La forma del corpo allungata e le zampe relativamente ridotte indicano che Palaeopleurosaurus era un animale che, almeno in parte, era adattato alla vita nei mari. I gastralia particolarmente densi sono ulteriori prove per questo stile di vita. Tuttavia, la mancanza di accrescimento di densità ossea nelle costole e nel femore suggerisce che la linea evolutiva di Palaeopleurosaurus si adattò gradualmente a uno stile di vita acquatico. L'istologia inoltre mostra che il numero di anelli di crescita nelle ossa lunghe di Palaeopleurosaurus era minore rispetto a quello degli attuali tuatara, e ciò potrebbe indicare una vita più corta per la forma giurassica (Klein e Scheyer, 2017).